# Hágár a pusztaságban
A Hágár a pusztaságban Jean-Baptiste Camille Corot alkotása, amely a New York-i Metropolitan Művészeti Múzeum gyűjteményének része.
Corot 1835-ben festette a képet, amely egyike volt annak a négy nagyméretű, bibliai témát feldolgozó alkotásának, amelyet bemutatott az évenként megrendezésre kerülő hivatalos szépművészeti párizsi kiállításon (Salon) 1830 és 1840 között. Mind a négy kép Ábrahám családja történetének egy-egy fontosabb pillanatát örökítette meg.
A Hágár a pusztaságban azon az ószövetségi történeten alapul, hogy Sára nem tudott gyermeket szülni férjének, Ábrahámnak, így az szolgálólányuknak, Hágárnak nemzett fiút, Izmaelt. Később Sára mégis életet adott egy fiúgyereknek, Izsáknak, és ekkor Hágárt és fiát elkergették. A festményen azt a pillanatot látni, amikor az angyal képében megérkezik az isteni segítség a pusztában szomjazó Hágárékhoz.
„Meghallá pedig Isten a gyermeknek szavát, és kiálta az Isten angyala az égből Hágárnak, és monda néki: Mi lelt téged Hágár? Ne félj, mert az Isten meghallotta a gyermeknek szavát, ott ahol van. Kelj fel, vedd fel a gyermeket, és viseld gondját, mert nagy néppé teszem őt. És megnyitá Isten az ő szemeit, és láta egy vízforrást, oda méne azért, és megtölté a tömlőt vízzel, és inni ada a gyermeknek”, olvasható a Bibliában.
A festményen látható terebélyes fa Jean-Baptiste Camille Corot Tölgyfák Bas-Bréau-nál című tanulmányán jelent meg 1832-ben vagy 1833-ban. Ez a kép is a Metropolitan Művészeti Múzeumban van.